# 帕特·薩加克

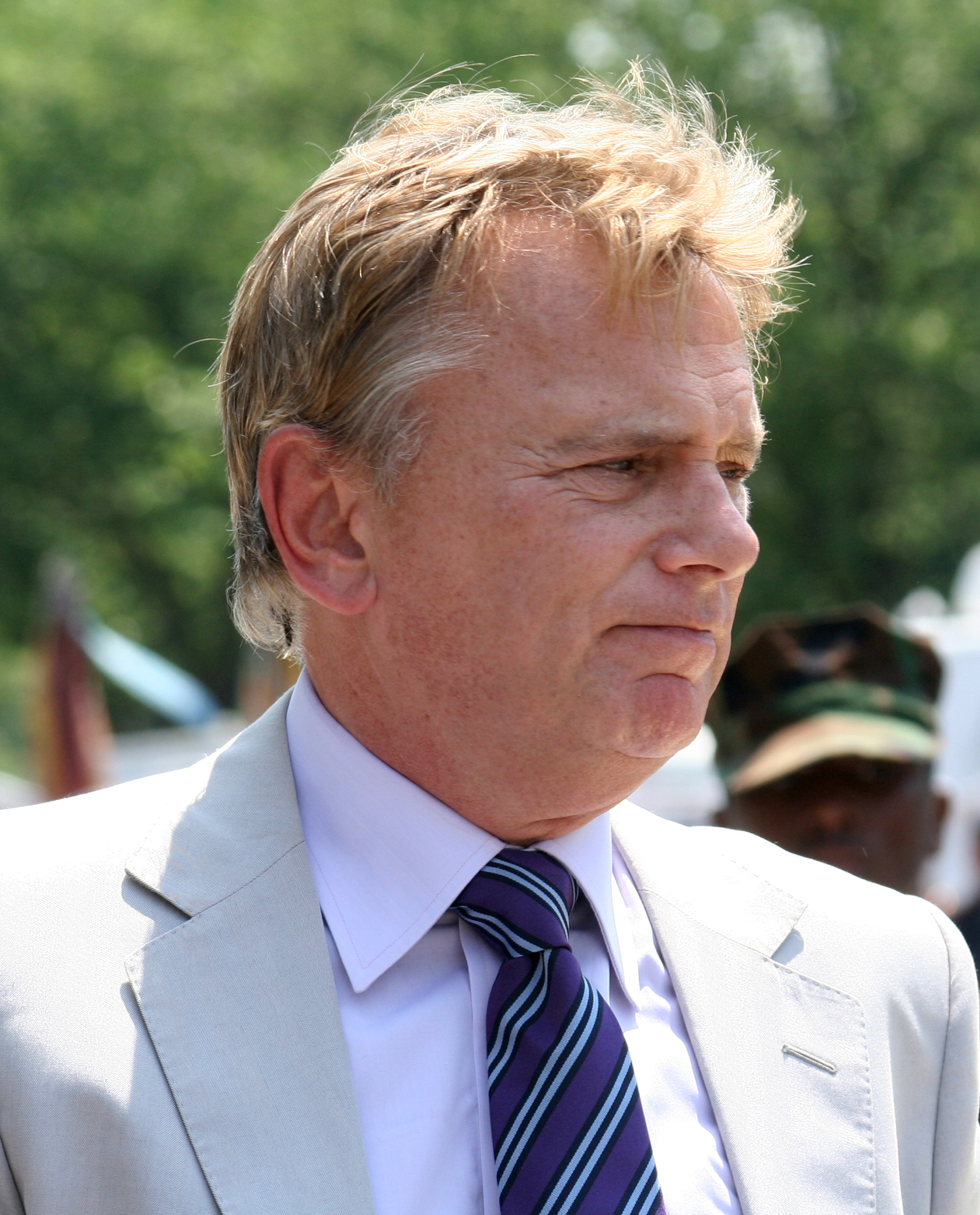
帕特·薩加克

帕特·薩加克（ 1946年10月26日—）是美国游戏节目主持人、电视名人和顾问。他是1981年至2024年期間財富之輪的主持人。 帕特·薩加克曾获得日间艾美奖杰出游戏节目主持人奖19次提名，并三次获奖；两次获得黄金时段艾美奖杰出游戏节目主持人奖提名，并于2024年获奖。除了主持游戏节目外，帕特·薩加克还演了包括我們的日子和尿布一族在內的多部电影、电视剧。